# Томилин, Павел Николаевич
Павел Николаевич Томилин (1919—1943) — сержант Рабоче-крестьянской Красной Армии, участник Великой Отечественной войны, Герой Советского Союза (1944).

## Биография
Родился 4 октября 1919 года в посёлке Билимбай (ныне — Городской округ Первоуральск Свердловской области России).
После окончания четырёх классов школы работал сначала трактористом, затем лесорубом.
В 1940 году призван на службу в Рабоче-крестьянскую Красную Армию. С апреля 1942 года — на фронтах Великой Отечественной войны.
К сентябрю 1943 года сержант Павел Томилин был помощником командира взвода 1321-го стрелкового полка 415-й стрелковой дивизии 61-й армии Центрального фронта. В ночь с 26 на 27 сентября 1943 года Томилин с группой товарищей одним из первых переправился через Днепр в районе хутора Змеи Репкинского района Черниговской области Украинской ССР и принял активное участие в боях за захват и удержание плацдарма на его западном берегу, отразив все немецкие контратаки. 
12 декабря 1943 года Томилин погиб в бою при освобождении Ельска.
Захоронен в братской могиле на кладбище в городе Ельске.
Указом Президиума Верховного Совета СССР «О присвоении звания Героя Советского Союза генералам, офицерскому, сержантскому и рядовому составу Красной Армии» от 15 января 1944 года за «образцовое выполнение боевых заданий командования на фронте борьбы с немецкими захватчиками и проявленными при этом отвагу и геройство» сержант Павел Томилин посмертно был удостоен высокого звания Героя Советского Союза. Также посмертно был награждён орденом Ленина.

## Награда
- Орден Ленина

## Память
- В честь Томилина названа улица в Билимбай.
- В честь П. Н. Томилина названа одна из улиц Ельска Гомельской области.